# Plaza de San Miguel (Gijón)
La plaza de San Miguel, conocida también como La Plazuela, es una plaza urbana en la ciudad asturiana de Gijón, España. Está caracterizada por su forma ovalada y su interés arquitectónico.

## Nomenclatura
La plaza recibe este nombre en honor de Evaristo Fernández de San Miguel (Gijón, 1785- Madrid, 1862), importante político liberal, militar durante la Guerra de independencia, historiador y senador. Erróneamente se asocia a San Miguel Arcángel. La primera denominación de la plaza aparece en enero de 1869 y es Plaza de la calle La Matriz, en referencia al anterior nombre de la calle Menéndez Valdés, que a su vez se refería al acueducto de La Matriz, que llevaba aguas desde La Guía hasta la Plaza Mayor. Un mes después, en febrero, la plaza es cambiada de nombre a Plaza elíptica de El Arenal, en referencia al ensanche de La Arena. En mayo del mismo año se cambia a Plaza de Don Evaristo, con variación en 1872 a Plaza del General Don Evaristo San Miguel. Finalmente habría que esperar hasta el 9 de junio de 1939 para que la plaza pasara a conocerse como Plaza de San Miguel.
La denominación oficiosa que siempre ha recibido la plaza por parte de los gijoneses es La Plazuela o Plazuela de San Miguel.

## Ubicación y descripción

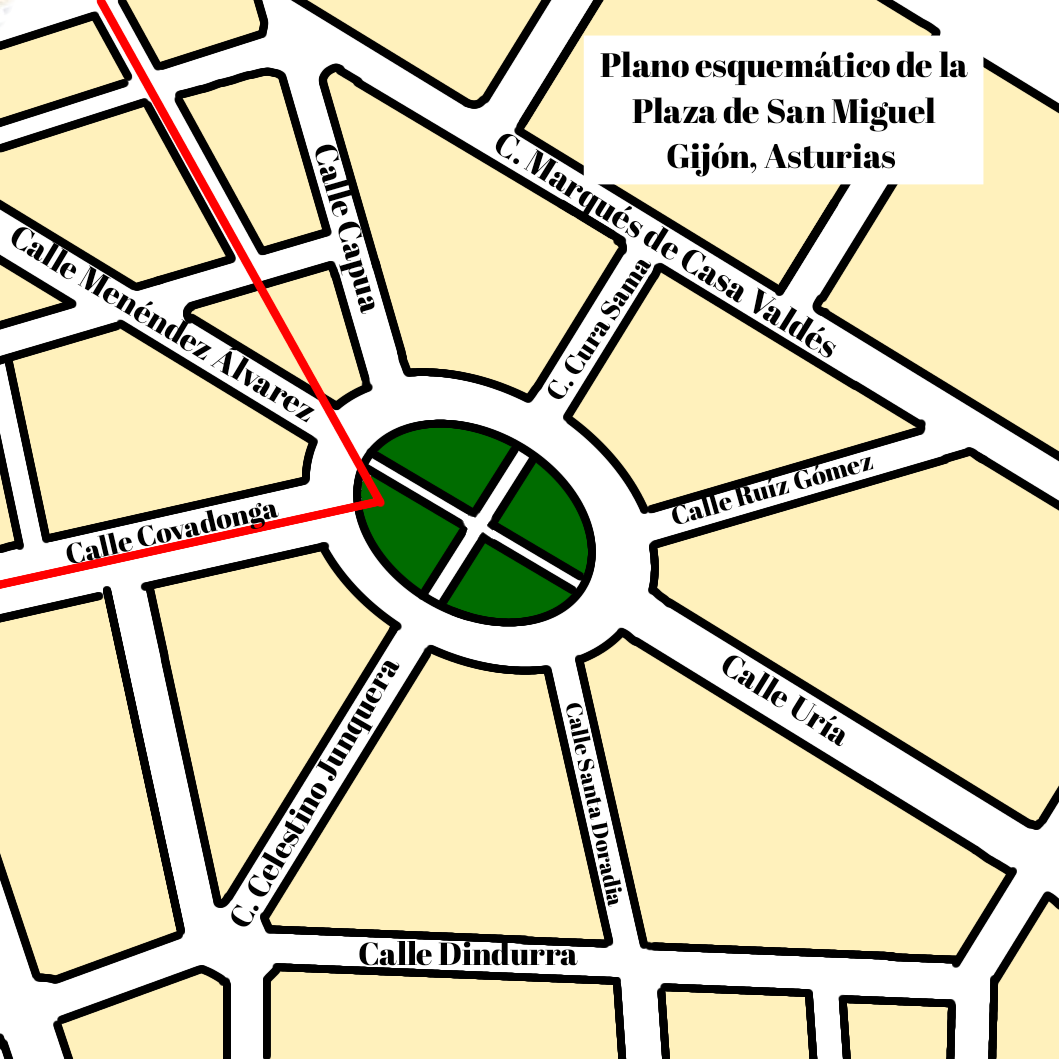
Plano de la plaza de San Miguel

Se ubica en el barrio de El Centro, entre el paseo de Begoña y la playa de San Lorenzo.
Cuenta con una forma elíptica con 8 calles que de manera radial salen de la plaza. La elipse se marca en el eje este-oeste que forman las calles Menéndez Álvarez y la calle Uría. El resto de calles son:
- Calle Capua: Conecta con La Escalerona y forma la manzana llamada Martillo de Capua
- Calle Cura Sama: el crucero norte de la plaza
- Calle Ruiz Gómez: Recientemente peatonalizada
- Calle Uría: Eje comercial proveniente del cruce de Los Campos
- Calle Santa Doradía
- Calle Celestino Junquera: Crucero sur de la plaza
- Calle Covadonga: Importante eje peatonal hasta Begoña

La plaza está caracterizada por tener cuatro parterres con abundante vegetación y por estar atravesada por dos ejes que forman una cruz. En el camino principal y el más largo (el oeste-este) hay dos filas de tilos y otras dos de bancos dobles. En el crucero sur hay un monumento que consiste en un busto a Evaristo San Miguel.

## Transportes
Se trata de la única plaza del casco urbano que no está peatonalizada. Tiene dos carriles de circulación que rodean la isleta peatonal central y una fila de aparcamiento. Hay un eje peatonal entre la calle Covadonga y la calle Ruiz Gómez, para conectar el paseo de Begoña con la playa de San Lorenzo. En la zona norte se halla la parada de autobús La Plazuela, que atiende a las líneas de EMTUSA 4, 10, 14, 20 y 25. Anexa a esta, hay una parada de taxis.

## Historia

### Origen
Estos terrenos estaban ocupados por un baluarte de la muralla carlista de Gijón, que provenía de la actual calle de la Muralla y continuaba por la calle Covadonga (Como se puede ver en la línea roja de la imagen superior). El vértice de dicho baluarte estaba en la actual plaza. A partir de 1867 comienza el derribo de la muralla, que en la parte este de la ciudad se hizo con mayor rapidez que en la parte oeste. Esto era debido al Proyecto de ensanche sobre El Arenal de San Lorenzo, que desde 1863 estaba planeado y daría, más al este, al actual barrio de La Arena. La plaza estaría proyectada dentro de este ensanche, puesto que los espacios liberados por la muralla debían ser destinados a zonas verdes y de recreación. Esto se aprecia mejor en la zona occidental de la muralla, donde aparecen parques como El Humedal, Plaza Europa o Begoña. Los arquitectos encargados de este plan (y por lo tanto de la plaza) serían Lucas María Palacios, Juan Díaz y el ingeniero militar Francisco García de los Ríos.

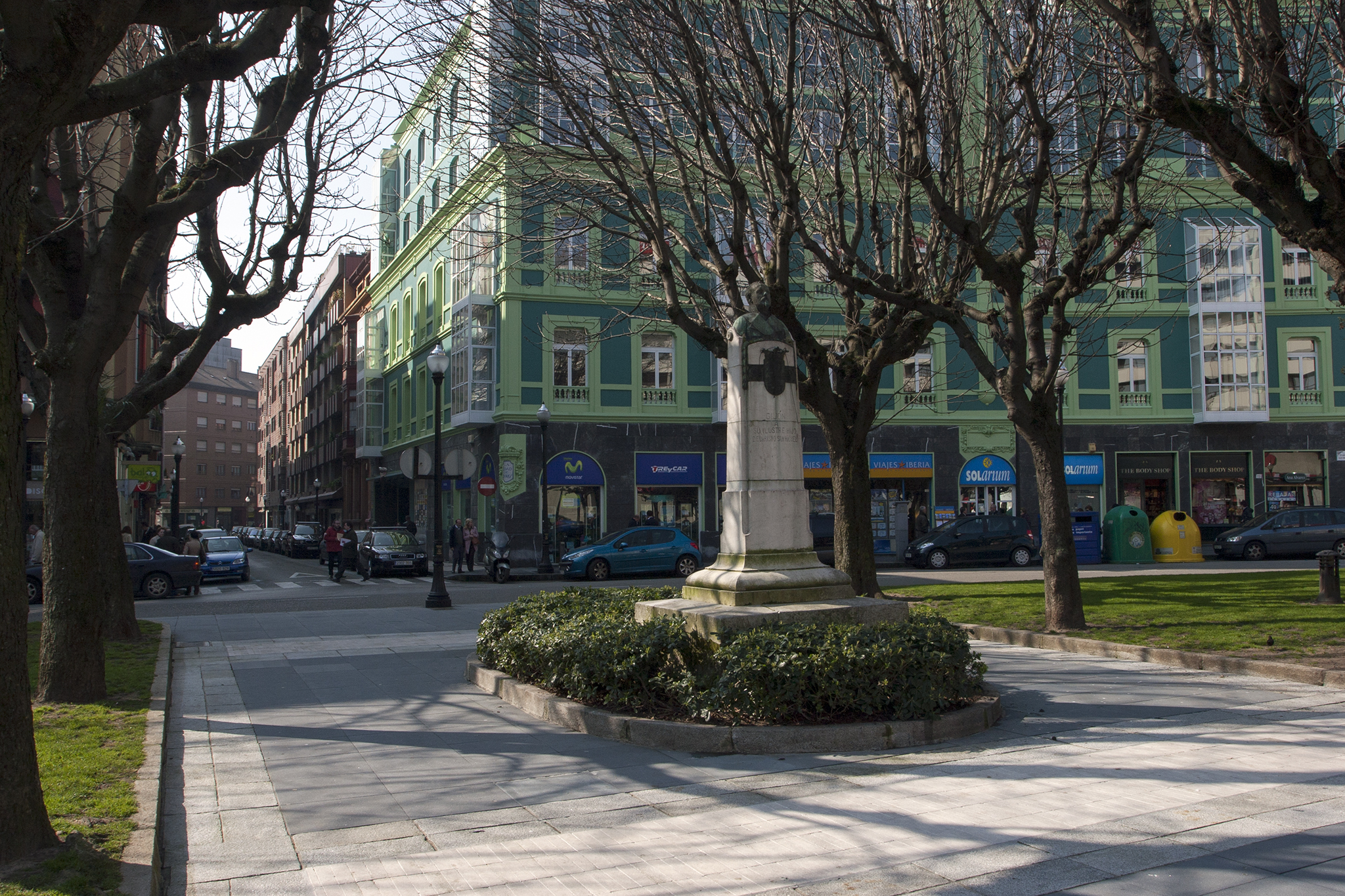
Monumento a Evaristo San Miguel (1922)

Sería el indiano Celestino Junquera el que adquiere algunos terrenos y construye dos edificios con fachada curva, uno a cada lado de la calle Uría para dar origen a la edificación de la plaza.

### Desarrollo
Pronto comenzaron a construirse edificios modernistas como el del Café San Miguel (Manuel del Busto, 1901), Almacenes Soto, (Manuel del Busto, 1903). En 1922 se inaugura el monumento a Evaristo San Miguel. Destaca el pequeño quiosco racionalista de 1946 diseñado por Manuel García Rodríguez para el crucero norte de la plaza.

## Edificios de interés
En la plaza existente varios ejemplos de los estilos arquitectónicos del siglo XX, especialmente modernismo. Por manzanas: 

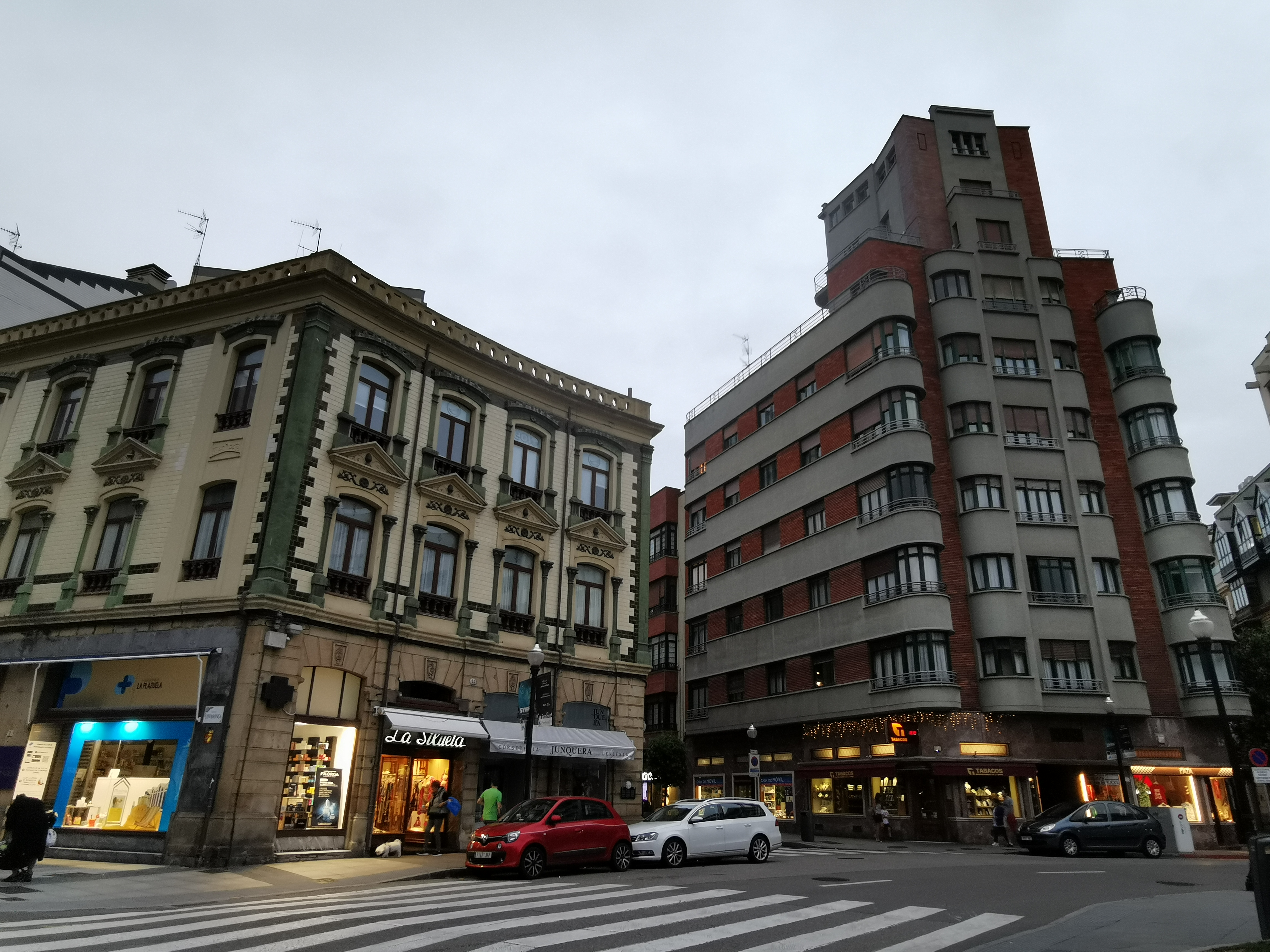
Edificio ecléctico de 1893 y edificio de 1941 racionalista/art decó

### Calle Covadonga con calle Menéndez Álvarez
- Calle Menéndez Valdés, 40: Edificio de dos plantas ecléctico con cuatro ventanas dando a la plaza. Las ventanas cuentan con frontones. Fue diseñado en 1893 por Pedro Cabal, maestro de obras.[2]

### Calle Menéndez Álvarez con calle Capua
- Plaza de San Miguel, 1: Edificio racionalista y art decó de 10 plantas. Fachada a ladrillo visto con balcones de cemento liso. Fue de los primeros edificios de hormigón armado de la ciudad y fue proyectado en 1935 por los arquitectos Manuel García Rodríguez y Joaquín Ortiz García. Finalizó su construcción en 1941.

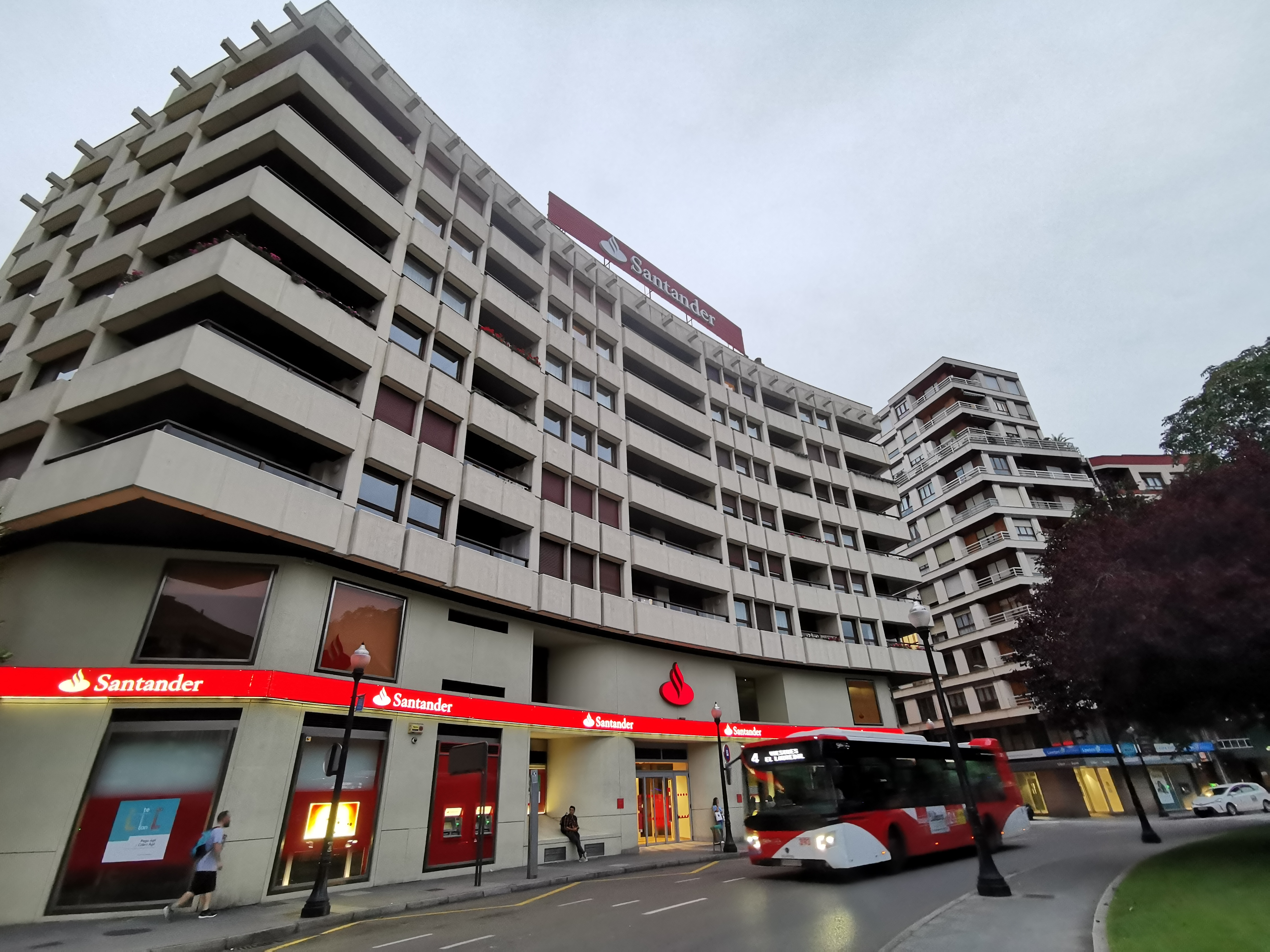
Edificio Santander

### Calle Capua con calle Cura Sama
- Plaza de San Miguel, 2: Edificio de 1979 diseñado por Miguel Díaz Negrete para albergar oficinas del banco Santander. Es un edificio de hormigón blanco, con unos volúmenes marcados y brutalista. Se construyó sobre una manzana de edificios eclécticos.

### Calle Cura Sama con calle Ruiz Gómez

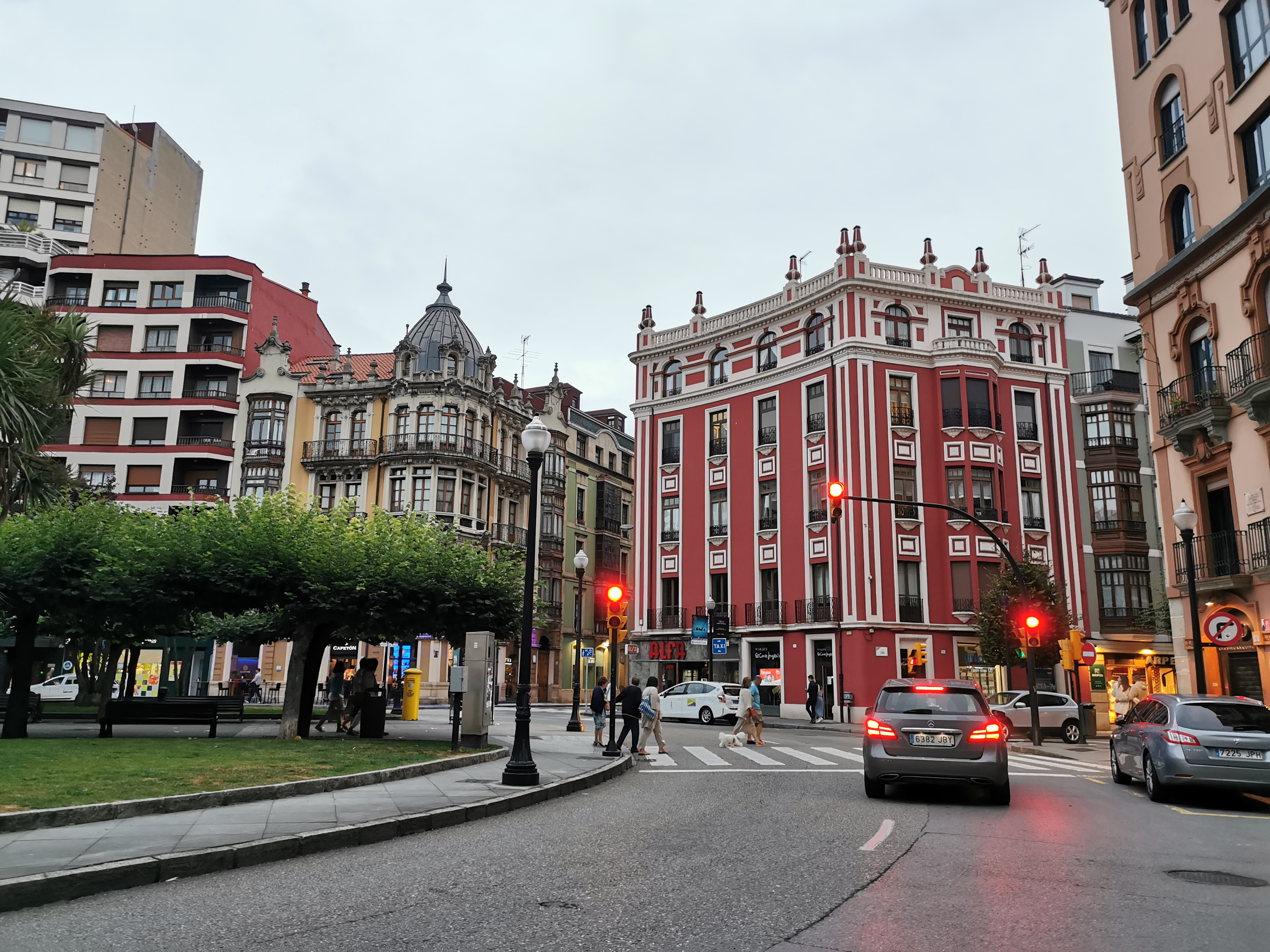
Vista de los edificios calle Ruiz Gómez 1 y 2

- Vista de los edificios calle Ruiz Gómez 1 y 2Plaza de San Miguel, 4 y 5: Dos edificios residenciales de los años 1970 sin interés arquitectónico.
- Calle Ruiz Gómez, 1: Edificio del Cafetón: Edificio construido y diseñado en 1903 por Manuel del Busto. Cuenta con 3 plantas y una cuarta consistida en una cúpula, que corona la rotonda. La rotonda, a su vez, está cubierta de mansardas, lo que de le da al edificio un toque neobarroco.[6]

### Calle Ruiz Gómez con calle Uría
- Calle Ruiz Gómez, 2: Edificio de cuatro plantas construido en 1920. Destaca por su vivo color rojo y por sus líneas verticales. La última planta está decorada con molduras y arcos de medio punto.[7]

### Calle Uría con calle Santa Doradia
- Calle Uría, 2: Edificio ecléctico donde residiría el pintor Mariano Moré. En 1995 se reforma considerablemente pasando de dos a cinco plazas y con un nuevo edificio anexo.[2]

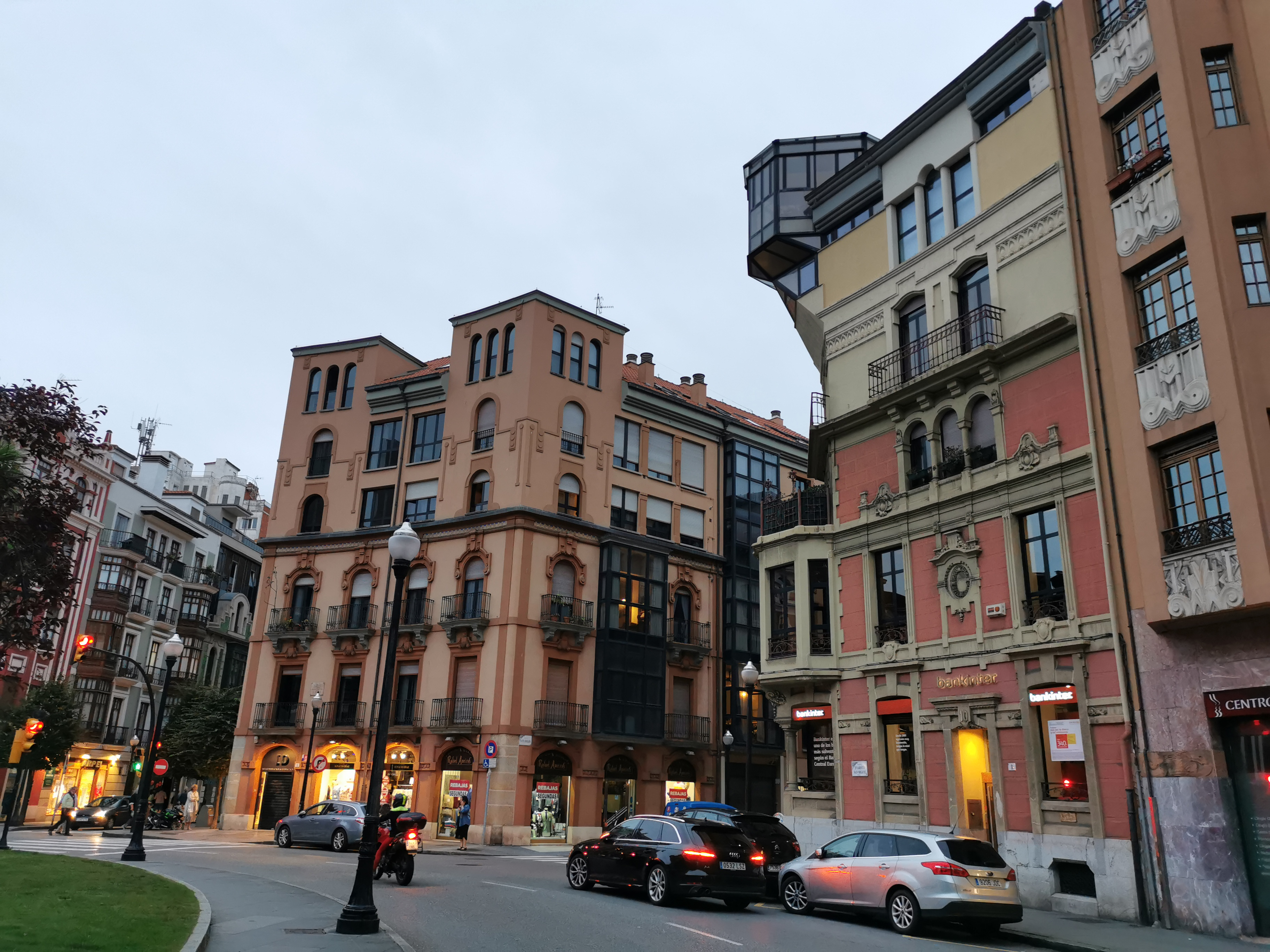
Edificios modernistas, considerablemente reformados, ganando plantas de altura

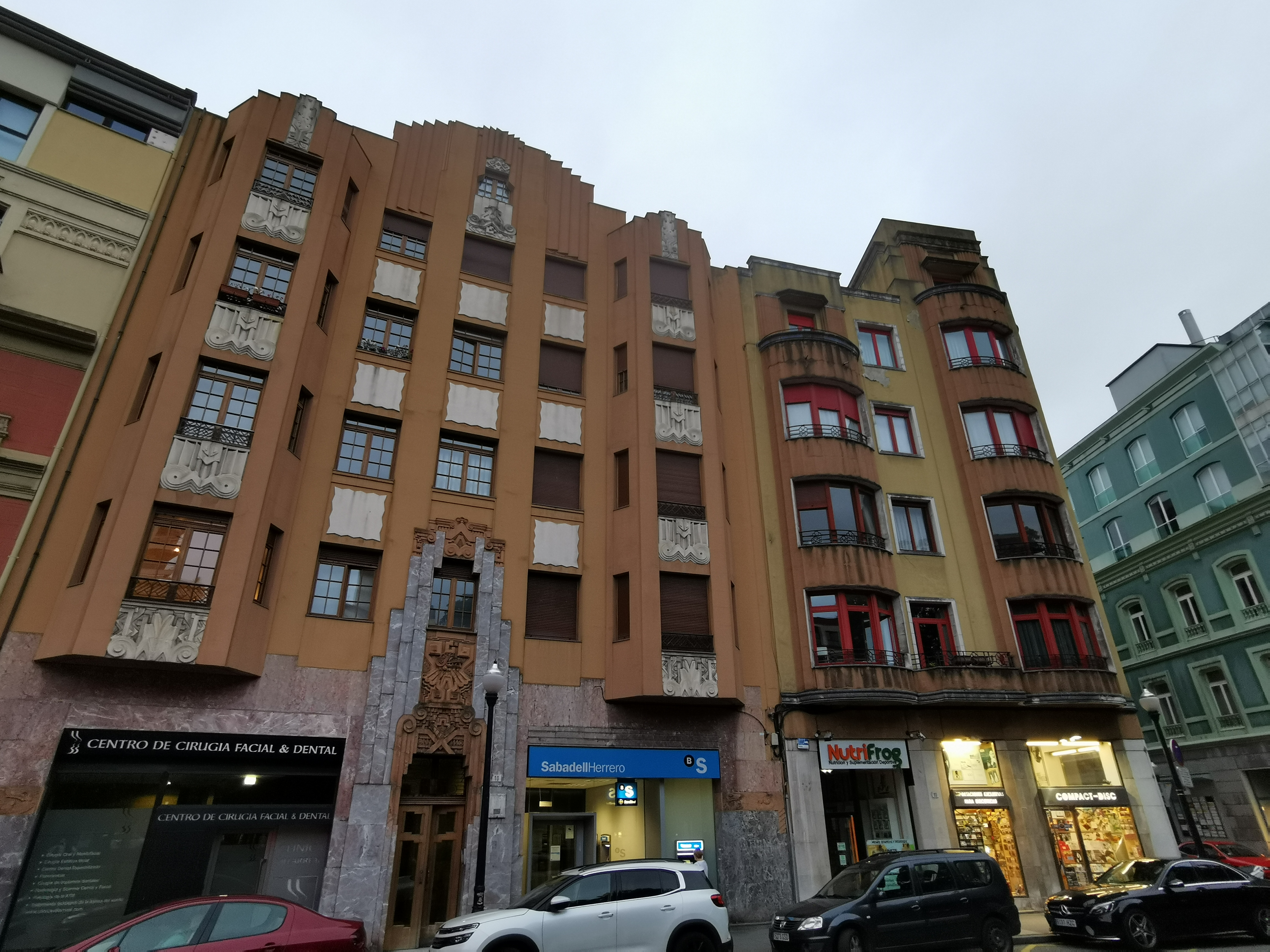
Edificios art decó de Manuel y Juan Manuel Del Busto

### Calle Santa Doradia con calle Celestino Junquera
- Calle Santa Doradia, 2: Edificio ecléctico de 1916 de Miguel García de la Cruz considerablemente reformado en la actualidad, donde destaca un balcón de cristal que sobresale notablemente dándole un curioso volumen al edificio.
- Plaza de San Miguel, 10: Edificio Art Decó construido por la colaboración paterno-filial de Manuel del Busto y de su hijo Juan Manuel en 1930. Destaca por sus detalles, que reflejan patrones de la escultura azteca.
- Calle Celestino Junquera, 1: Al igual que su vecino, se trata de un edificio Art Decó construido por Manuel del Busto y de su hijo Juan Manuel en 1930.[2]

### Calle Celestino Junquera con calle Covadonga

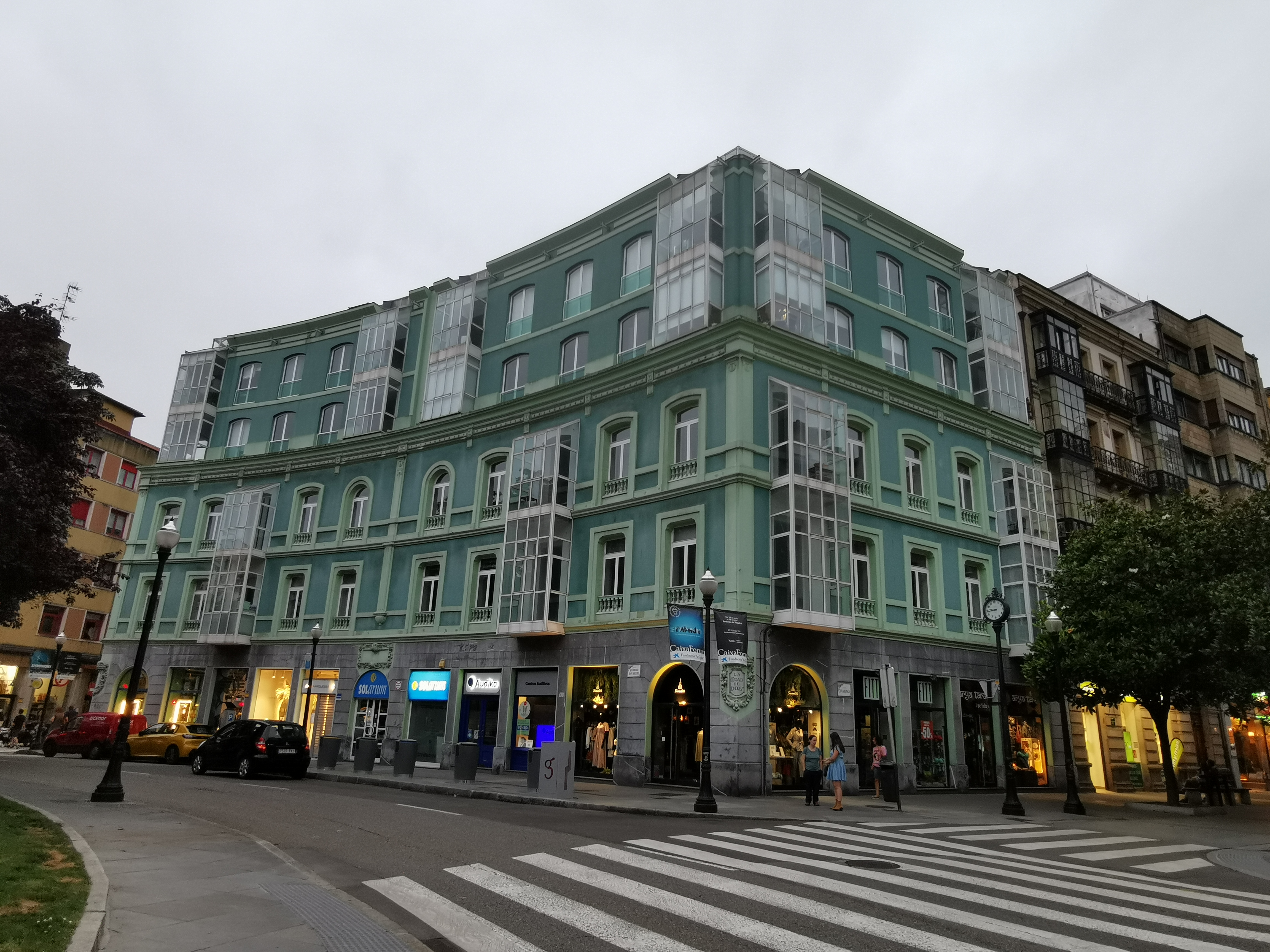
Antiguo edificio de los Almacenes Soto

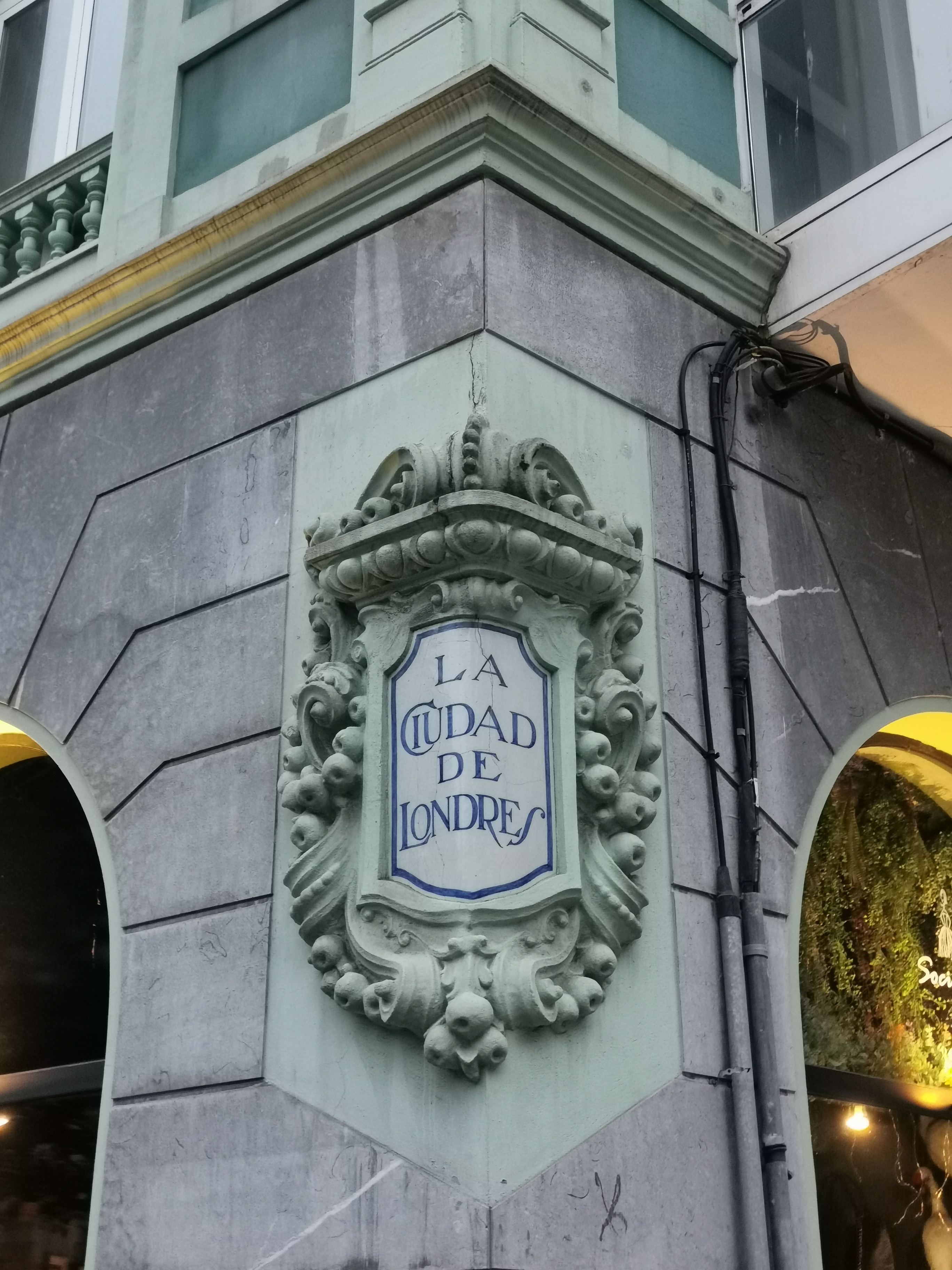
Detalle de la esquina del edificio

- Detalle de la esquina del edificioCalle Celestino Junquera, 2: El Edificio Almacenes La Ciudad de Londres o Almacenes Soto se trata de uno de los edificios más grandes de a plaza. Es un edificio construido por Del Busto en 1903 y usado para albergar a los almacenes comerciales La Ciudad de Londres. Durante la Guerra Civil el edificio sufre daños por bombardeo y cambia de dueños. Pasa entonces a conocerse como Almacenes Soto. Los almacenes cerrarían a mediados de los 1970 y el edificio se convertiría en oficinas y residencias tras una reforma en 1993, donde consigue 2 plantas nuevas y su característico color azul.[8]